# Morten Müller

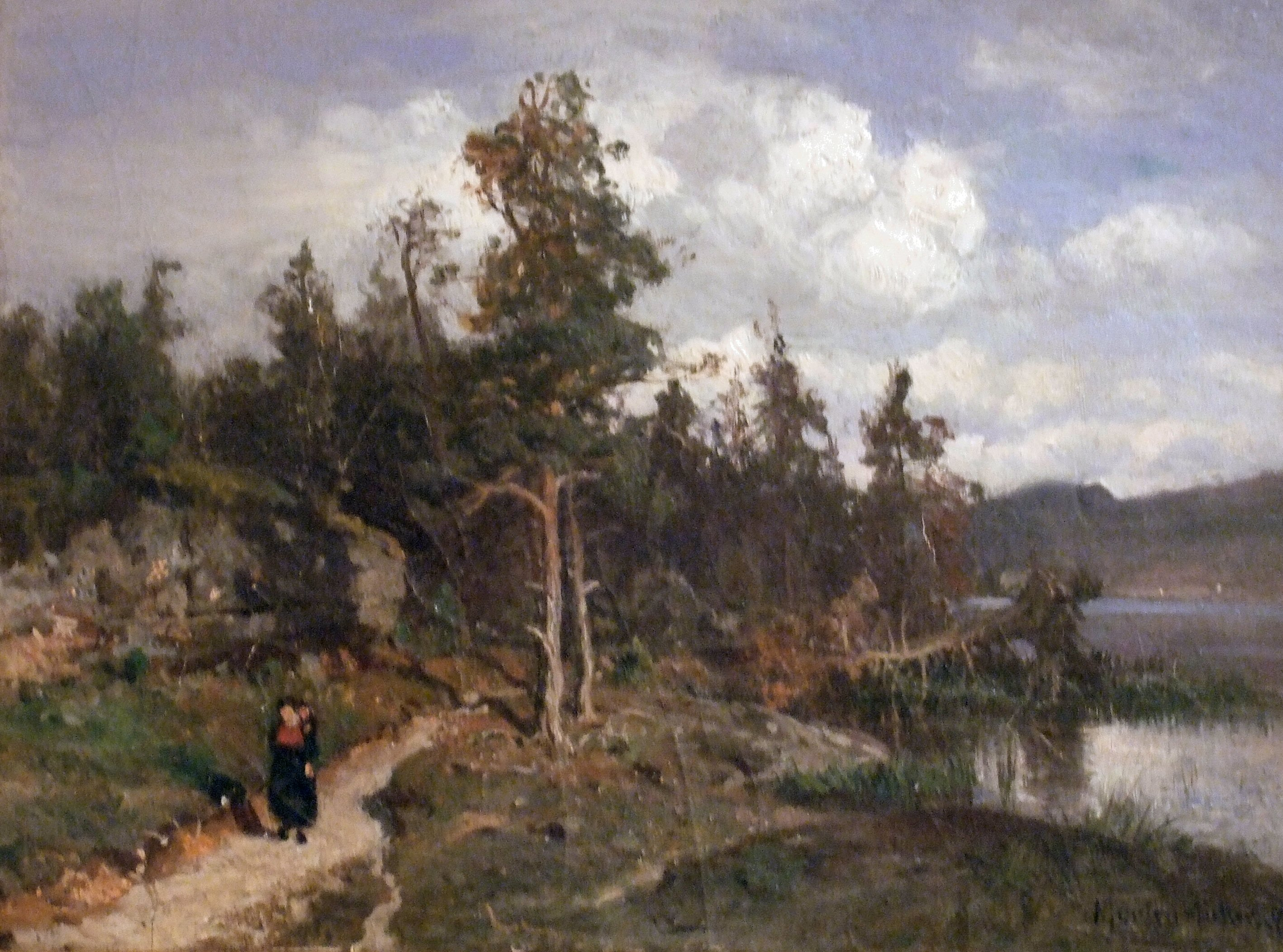
Pintura de Morten Müller. Colección privada.

Morten Müller (Holmestrand, 28 de febrero de 1828 - Düsseldorf, 10 de febrero de 1911) fue un paisajista noruego, bastante conocido en su país por sus cuadros de fiordos y bosques.
Estudió arte en Düsseldorf, Alemania, donde tuvo como maestros a Adolph Tidemand y Hans Gude entre 1847 y 1848. Posteriormente continuó sus estudios en la ciudad, pero ahora como alumno de Johann Wilhelm Schirmer. Recibió la influencia artística de los pintores noruegos August Cappelen y Marcus Larsson, con los que trabajó en Estocolmo, Suecia de 1850 a 1851. De 1866 a 1873, Müller vivió en Oslo, ciudad donde en 1870 fundó junto a Knud Bergslien la escuela de pintura Johan Fredrik Eckersberg. Tras ello se mudó nuevamente a Düsseldorf, donde estuvo trabajando hasta su muerte en 1911.
A partir de 1874 fue miembro de la Academia de Arte de Estocolmo. La Nasjonalgalleriet de Oslo alberga seis de sus obras, el Museo de Bergen dos, y el Museo de Estocolmo otras tres.
- Datos: Q518139
- Multimedia: Morten Müller / Q518139